# Phil Batt

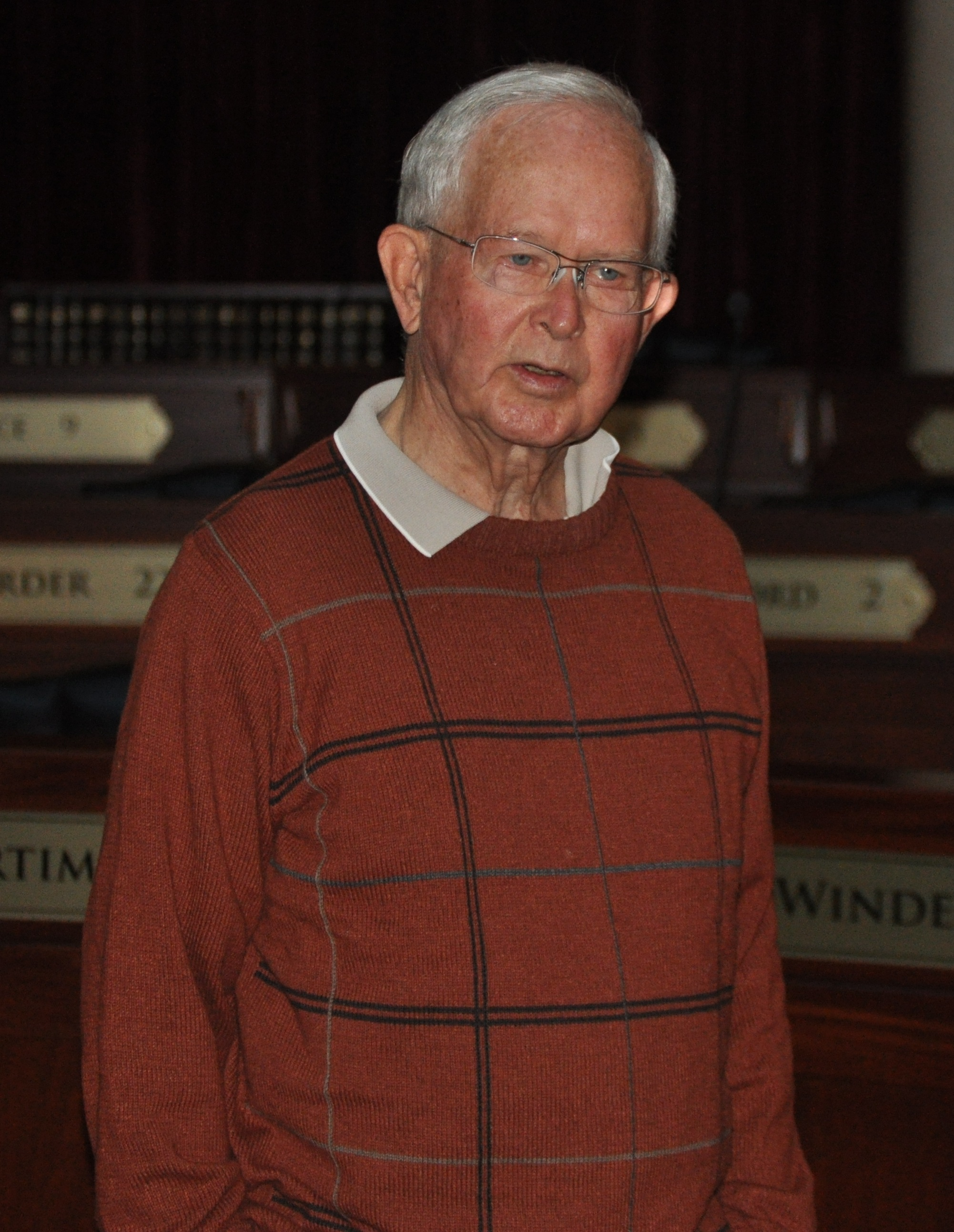
Phil Batt (2010)

Philip Eugene „Phil“ Batt (* 4. März 1927 in Wilder, Canyon County, Idaho; † 4. März 2023) war ein US-amerikanischer Politiker der Republikanischen Partei. Er war vom 2. Januar 1995 bis zum 8. Januar 1999 Gouverneur des Bundesstaates Idaho.

## Werdegang
Batt, der als Landwirt mit dem Anbau von Zwiebeln und Hopfen seinen Lebensunterhalt verdiente, übernahm sein erstes politisches Amt 1965, als er in das Repräsentantenhaus von Idaho gewählt wurde. Zwei Jahre später wechselte er in den Senat von Idaho, dem er bis 1979 angehörte. Von 1979 bis 1983 amtierte Batt als Vizegouverneur von Idaho. 1982 bewarb er sich um das Amt des Gouverneurs und unterlag nur knapp dem demokratischen Amtsinhaber John V. Evans. Der spätere Gouverneur und Senator Dirk Kempthorne leitete dabei seinen Wahlkampf.
Nachdem er zu Beginn der 1990er-Jahre die Führung seiner Partei in Idaho übernommen hatte, gelang es dieser, wieder zur deutlich stärksten Kraft des Staates zu werden. Daraufhin stellte er sich selbst auch erneut zur Wahl. 1994 kandidierte er wiederum als Gouverneur. Nach dem Sieg bei den parteiinternen Vorwahlen mit 48 Prozent der Stimmen setzte er sich auch in der eigentlichen Wahl gegen Larry EchoHawk, den Attorney General von Idaho, mit 52 Prozent der Stimmen durch.
Obwohl Meinungsumfragen eine Zustimmung von rund 80 Prozent für seine Amtsführung ergaben, entschloss sich Batt, bei der nächsten Wahl nicht mehr anzutreten. Zu den Verdiensten seiner Amtszeit zählt die Durchsetzung einer Kompensationszahlung für landwirtschaftliche Arbeiter; zudem gelang es ihm, einen Vertrag abzuschließen, wonach die Menge des in Idaho endgelagerten Atommülls limitiert wurde. In den vier Jahren, in denen Batt als Gouverneur amtierte, gehörten dem Kabinett von Idaho prozentual mehr Frauen an als in jedem anderen Bundesstaat der USA.
Nach Ende seiner politischen Laufbahn betätigte sich Phil Batt als Buchautor. 1999 veröffentlichte er seine Memoiren unter dem Titel The Compleat Phil Batt: A Kaleidoscope; 2002 folgte eine Sammlung humorvoller Kurzgeschichten (Life as a Geezer).
Phil Batt starb am 4. März 2023, seinem 96. Geburtstag.